# The Paper Chase
The Paper Chase és una pel·lícula estatunidenca dirigida per James Bridges, estrenada el 1973. Basada en la novel·la de John Jay Osborn, Jr., el film explica la història de Hart; un estudiant de dret de Harvard i les seves experiències amb el professor Charles Kingsfield (John Houseman), el brillant professor amb el qual té desencontres fins que s'enamora de la seva filla.

## Argument
Un estudiant seriós i treballador anomenat James T. Hart (Timothy Bottoms) va a Harvard on es troba un professor tirànic, sarcàstic i dominant: Charles W. Kingsfield, Jr. (John Houseman). La seva relació es torna encara més complexa quan el jove descobreix que la noia en qui s'ha fixat és la filla del professor (Lindsay Wagner).

## Repartiment
- Timothy Bottoms: James T. Hart
- Lindsay Wagner: Susan
- John Houseman: Charles W. Kingsfield Jr.
- Graham Beckel: Franklin Ford III
- James Naughton: Kevin Brooks
- Edward Herrmann: Thomas Craig Anderson

## Càsting[calcitació]
John Houseman va ser triat per interpretar el paper de Professor Kingsfield després que el director James Bridges intentés fallidament convèncer a James Mason, Edward G. Robinson, Melvyn Douglas, John Gielgud i Paul Scofield. Encara que Houseman havia aparegut en un petit però important paper en Set dies de maig, era conegut principalment per la seva participació en el programa de ràdio a la The Mercury Theatre of the Air en La guerra dels mons) al costat d'Orson Welles. Malgrat això, va guanyar en premi Oscar el 1973 com a millor actor secundari.

## Premis i nominacions[calcitació]

### Premis
- Oscar al millor actor secundari per a John Houseman
- Globus d'Or al millor actor secundari per John Houseman

### Nominacions
- Oscar al millor so per Donald O. Mitchell i Larry Jost
- Oscar al millor guió adaptat per James Bridges